# مدال جرج سارتن

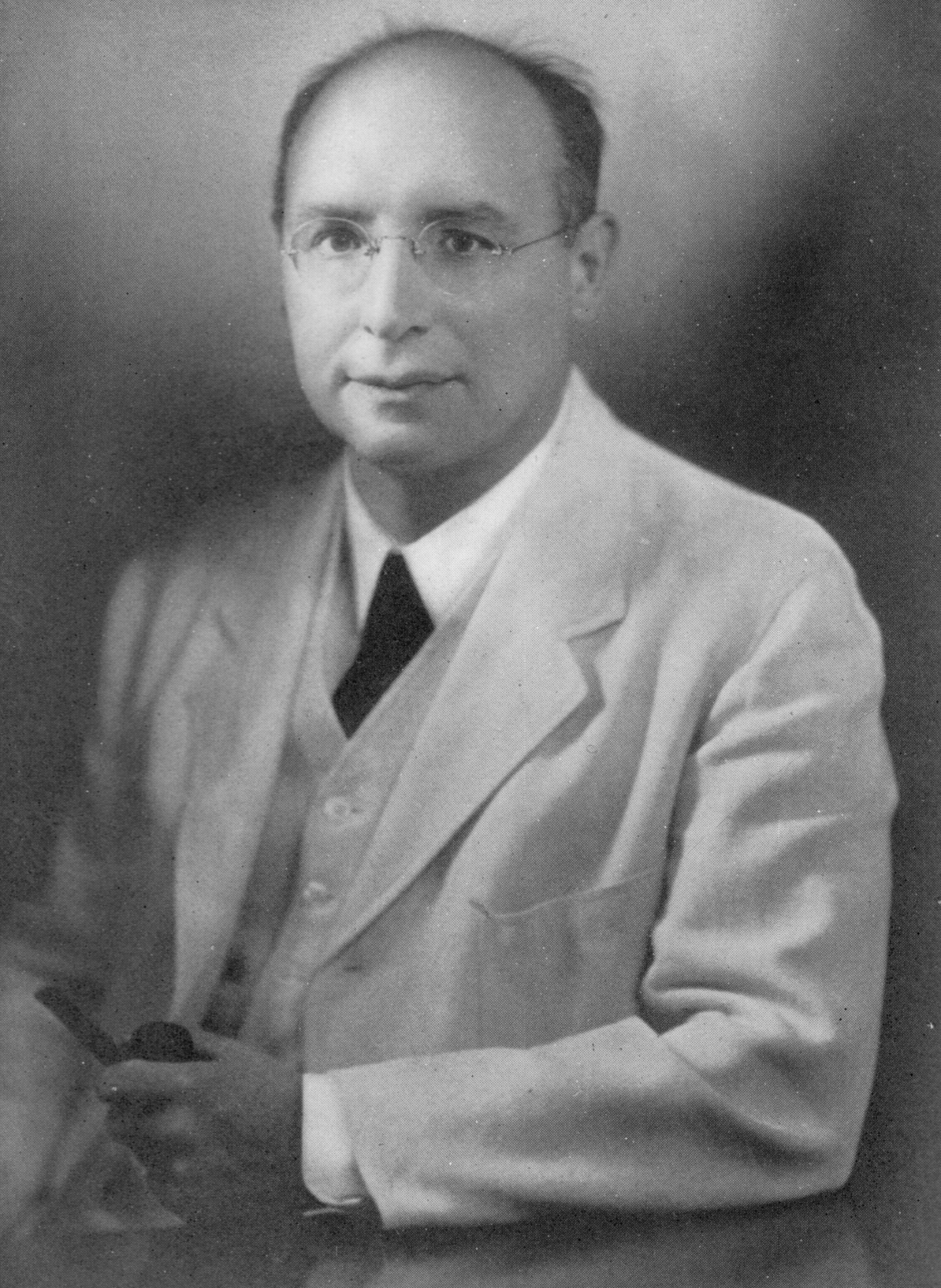
پرتره جورج سارتن

مدال جرج سارتن بالاترین جایزه جهانی در رشته تاریخ علوم است. این مدال که به نام پژوهشگر تاریخ علم جرج سارتن نامگذاری شده است، از سال ۱۹۵۵ هر ساله از سوی جامعه تاریخ علم به پژوهشگران این زمینه اهدا می‌شود و نخستین دوره آن یک سال پیش از مرگش به خود جرج سارتن اختصاص یافت. از مشهورترین دریافت کنندگان این مدال می‌توان الکساندر کواره، رنه تاتون، توماس کوهن، آدولف یوشکویچ و ارنست مایر را نام برد.